# Clusia paisarum
Clusia paisarum là một loài thực vật có hoa trong họ Bứa. Loài này được Pipoly mô tả khoa học đầu tiên năm 1999.